# The Blackjacks
The Blackjacks est une équipe de catch active entre les années 1971 et 1984. Elle inclut Blackjack Mulligan et Blackjack Lanza. Après leur formation dans les années 1970, ils catchent dans plusieurs fédérations, dont l'American Wrestling Association (AWA) et la World Wide Wrestling Federation (WWWF). Ils sont introduits au WWE Hall of Fame en 2006.

## Biographie

### Les Blackjacks originaux
Le duo joint ses forces en 1971 en étant managé par Bobby Heenan.
The Blackjacks remportent de nombreuses ceintures par équipe le WWA Tag Team Championship et deux titres à la World Class Championship Wrestling. Ils remportent également le titre par équipe de la WWWF (avec Lou Albano comme manager) le 26 août 1975 en battant Dominic DeNucci et Pat Barrett.
Le 1er avril 2006, ils sont introduits au WWE Hall of Fame par Heenan.

### The New Blackjacks
Au début de l'année 1997, le fils de Blackjack Mulligan, Barry Windham, et le neveu de Lanza, Justin « Hawk » Bradshaw, forment The New Blackjacks à la World Wrestling Federation. Ils sont connus sous le nom de Blackjack Windham et Blackjack Bradshaw et sont heels à l'origine avant de tourner babyface. Ils participent à un match four-way par équipe lors de WrestleMania 13, remporté par The Headbangers. Ils feudent ensuite avec The Godwinns. L'équipe ne réussit pas à atteindre le même succès que leurs prédécesseurs et se sépare en 1998, lorsque Windham trahit Bradshaw.

## Palmarès
- Big Time Wresting
  - Champion américain par équipe de la NWA (2 fois)
  - Champion du Texas par équipe de la NWA (1 fois)

- Professional Wrestling Hall of Fame
  - Introduit en 2016[4]

- World Wrestling Association
  - Champion par équipe de la WWA (1 fois)[5]

- World Wide Wrestling Federation / World Wrestling Entertainment
  - Introduit dans le WWE Hall of Fame en 2006
  - Champion par équipe de la WWWF (1 fois)